# Irene Abril
Irene Abril Cabezas (La Silva) es una astrofísica española. En 2022, ganó el premio WONNOW (5ª edición) a la mejor investigadora española en materias STEM (ciencia, tecnología, ingeniería y matemática, por sus siglas en inglés).

## Trayectoria
Comenzó su interés por la Astronomía cuando en agosto se reunía su familia en La Silva por las fiestas patronales y uno de los eventos era ver la lluvia de estrellas de las Perseidas. Se graduó en Física por la Universidad Complutense de Madrid. Realizó el Máster de Estudios Avanzados en Astrofísica en el Instituto de Astronomía de la Universidad de Cambridge. Se formó como investigadora en la Universidad de Oxford, el Instituto de Astrofísica y Astronomía de la Academia Sinica de Taiwán, la Sociedad Max-Planck de Astrofísica de Alemania y el Instituto de Ciencias Cosmológicas de España.
En 2022, comenzó un Doctorado en el Departamento de Matemática Aplicada y Física Teórica de la Universidad de Cambridge,  bajo la dirección del profesor Blake Sherwin. Este trabajo se lleva a cabo como parte de las colaboraciones del Telescopio Atacama Cosmológico y el Observatorio Simons.
Su estudio busca comprender los primeros momentos del universo, explorar cómo se distribuye la materia oscura y analizar las características de los neutrinos. Para lograrlo, se enfoca en observar cómo estos elementos influyen en el fondo cósmico de microondas, una radiación remanente que se originó poco después del Big Bang.
Su labor es también de divulgación. En 2023, su charla abrió la primera edición de Soapbox Science en España, un evento de divulgación científica de origen británico, organizado por la Fundación Ciudad de la Energía (CIUDEN) en su sede en Ponferrada.

## Reconocimientos
En 2022, Irene Abril Cabezas recibió el premio WONNOW a la mejor investigadora española en materias STEM (ciencia, tecnología, ingeniería y matemática, por sus siglas en inglés) en su quinta edición. Este reconocimiento le permitió difundir su trabajo a un público más general. Un par de años después, en 2024, fue una de los 635 jóvenes investigadores seleccionados para participar en 73ª edición de las Reuniones de Premios Nobel en Lindau.